# 考拉岛 (美国)

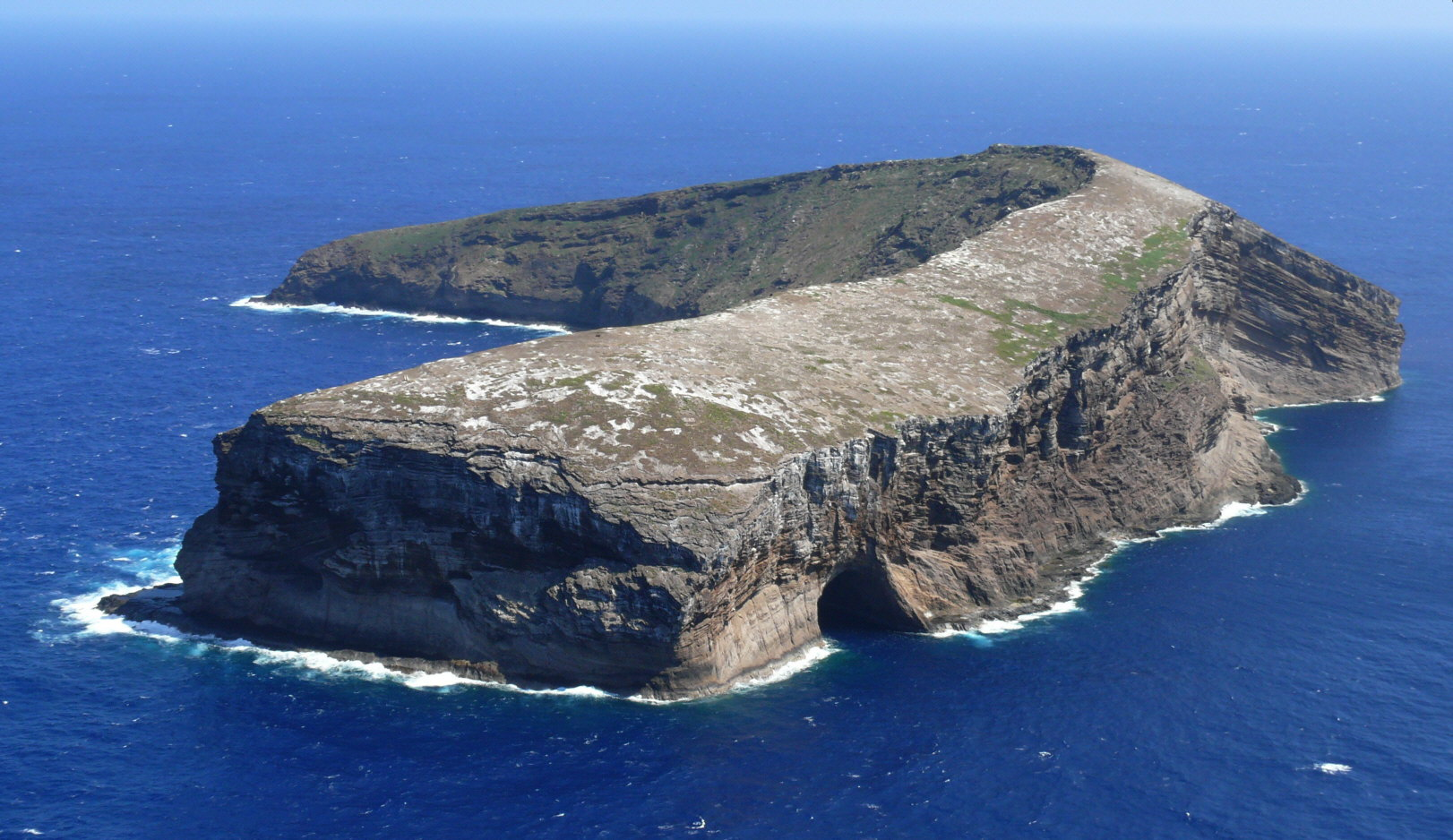
考拉島

考拉島（Kaʻula Island）是夏威夷群島的一個島嶼，外觀類似新月。該島屬美國夏威夷州管轄。 考拉島位於尼豪島西南23 mi（37 km）。島上有燈塔，竣工於1932年。考拉島上無人定居，但經常有漁民和潛水者到訪。考拉島也是一個潛水聖地。